# Закомалдинский сельсовет
Закомалди́нский сельсове́т — упразднённое муниципальное образование со статусом сельского поселения в составе Куртамышского района Курганской области России. 
Административный центр — село Закомалдино.
Законом Курганской области от 12 мая 2021 года № 48 к 24 мая 2021 года упразднён в связи с преобразованием муниципального района в муниципальный округ.

## История
В соответствии с Законом Курганской области от 6 июля 2004 года № 419 сельсовет наделён статусом сельского поселения.

## Население
| 2002 | 2010 | 2012 | 2013 | 2014 | 2015 | 2016 |
| ---- | ---- | ---- | ---- | ---- | ---- | ---- |
| 779  | ↘608 | ↘580 | ↘555 | ↘538 | ↘537 | ↘523 |
| 2017 | 2018 | 2019 | 2020 |      |      |      |
| ↘512 | ↘508 | ↗510 | ↘500 |      |      |      |

## Состав сельского поселения
| № | Населённый пункт | Тип населённого пункта       | Население |
| - | ---------------- | ---------------------------- | --------- |
| 1 | Закомалдино      | село, административный центр | ↘487      |
| 2 | Стрижово         | деревня                      | ↘121      |